# Rècord de l'hora

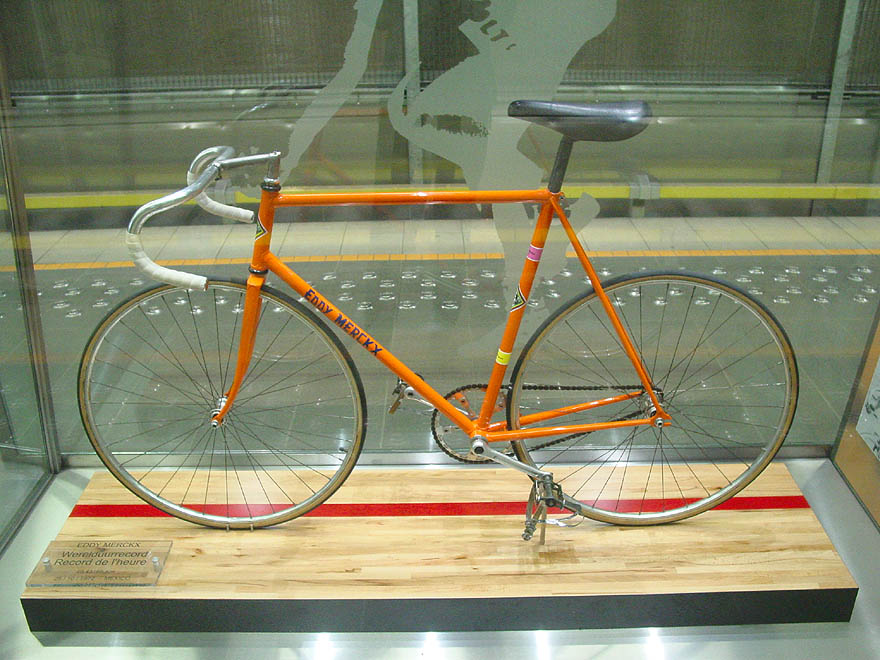
Bicicleta del rècord de l'hora de 1972 d'Eddy Merckx, a Bèlgica.

El rècord de l'hora en ciclisme és la distància més llarga recorreguda sobre la bicicleta en una hora. Generalment, se sol fer en un velòdrom.
Tot i que ja hi havia hagut algun intent no oficial, el primer a realitzar un rècord de l'hora oficial va ser Henri Desgrange, qui ho feu l'11 de maig de 1893 a París. En aquest primer intent, el francès va aconseguir recórrer 35,33 quilòmetres.
El 7 de juliol de 1933, Francis Faure va establir un nou rècord de l'hora utilitzant una bicicleta reclinada amb forma aerodinàmica. Tanmateix, aquest rècord va ser desestimat per l'UCI, que va prohibir les bicicletes d'aquest tipus.
Posteriorment es va establir que sí que es podia modificar les bicicletes però aleshores l'organisme regulador d'aquest tipus de rècord de l'hora seria el IHPVA (Internacional Human Powered Vehicle Association). En la categoria de les bicicletes estàndard l'organisme regulador seria l'UCI (Unió Ciclista Internacional).
En la dècada de 1980 Francesco Moser va batre en dues ocasions el rècord anteriorment establert per Eddy Merckx el 1972, gràcies a usar rodes lenticulars i un quadre més aerodinàmic. La marca feta per Moser va estar controvertida per incloure elements aliens a una bicicleta estàndard i per un possible dopatge.
En la dècada de 1990, Graeme Obree va aconseguir dues noves marques tot utilitzant noves posicions (les anomenades d'ou i la de superman) corrent en bicicletes que ell mateix havia construït. Poc més tard, aquestes posicionse van ser prohibides.
El setembre de 2000, l'UCI modificà les regles del Rècord de l'hora invalidant els rècords, que a partir del d'Eddy Merck es van fer amb bicicletes no estàndard.
El rècord IHPVA el té el suís Francesco Russo, que va recórrer 91,595 km.

## Rècords masculins

### Rècord de l'hora oficial segons l'UCI
| Data       | Ciclista            | Lloc            | Distància |
| 11/5/1893  | Henri Desgrange     | París           | 35,325 km |
| 31/10/1894 | Jules Dubois        | París           | 38,220 km |
| 30/7/1897  | Oscar Van Den Eynde | París           | 39,240 km |
| 3/7/1898   | Willie Hamilton     | París           | 40,781 km |
| 24/8/1905  | Lucien Petit-Breton | París           | 41,110 km |
| 20/6/1907  | Marcel Berthet      | París           | 41,520 km |
| 22/8/1912  | Oscar Egg           | París           | 42,122 km |
| 7/8/1913   | Marcel Berthet      | París           | 42,741 km |
| 21/8/1913  | Oscar Egg           | París           | 43,525 km |
| 20/9/1913  | Marcel Berthet      | París           | 43,775 km |
| 18/6/1914  | Oscar Egg           | París           | 44,247 km |
| 25/8/1933  | Jan van Hout        | París           | 44,588 km |
| 28/9/1933  | Maurice Richard     | Sint-Truiden    | 44,777 km |
| 31/10/1935 | Giuseppe Olmo       | Milà            | 45,090 km |
| 14/10/1936 | Maurice Richard     | Milà            | 45,325 km |
| 3/11/1937  | Frans Slaats        | Milà            | 45,485 km |
| 29/9/1937  | Maurice Archambaud  | Milà            | 45,767 km |
| 7/11/1942  | Fausto Coppi        | Milà            | 45,798 km |
| 29/6/1956  | Jacques Anquetil    | Milà            | 46,159 km |
| 19/9/1956  | Ercole Baldini      | Milà            | 46,394 km |
| 18/9/1957  | Roger Rivière       | Milà            | 46,923 km |
| 23/9/1959  | Roger Rivière       | Milà            | 47,347 km |
| 30/10/1967 | Ferdinand Bracke    | Roma            | 48,093 km |
| 10/10/1968 | Ole Ritter          | Ciutat de Mèxic | 48,653 km |
| 25/10/1972 | Eddy Merckx         | Ciutat de Mèxic | 49,431 km |
| 27/10/2000 | Chris Boardman      | Manchester      | 49,441 km |
| 19/07/2005 | Ondřej Sosenka      | Moscou          | 49,700 km |
| 18/09/2014 | Jens Voigt          | Grenchen        | 51,115 km |
| 30/10/2014 | Matthias Brändle    | Aigle           | 51,852 km |
| 08/02/2015 | Rohan Dennis        | Grenchen        | 52,491 km |
| 02/05/2015 | Alex Dowsett        | Manchester      | 52,937 km |
| 07/06/2015 | Bradley Wiggins     | Londres         | 54,526 km |
| 16/04/2019 | Victor Campenaerts  | Aguascalientes  | 55,089 km |
| 19/08/2022 | Dan Bigham          | Grenchen        | 55,548 km |
| 08/10/2022 | Filippo Ganna       | Grenchen        | 56,792 km |

### Rècord de l'hora oficial segons la IHPVA
| Data      | Ciclista        | Lloc         | Distància |
| 10/1933   | Marcel Berthet  | França       | 49,99 km  |
| 1938      | Francois Faure  | França       | 50,53 km  |
| 5/5/1979  | Ron Skarin      | Ontario      | 51,31 km  |
| 4/5/1980  | Eric Edwards    | Ontario      | 59,45 km  |
| 29/9/1984 | Fred Markham    | Indianàpolis | 60,35 km  |
| 10/9/1985 | Richard Crane   | Anglaterra   | 66,30 km  |
| 28/8/1986 | Fred Markham    | Vancouver    | 67,01 km  |
| 15/9/1989 | Fred Markham    | Adrian       | 73,00 km  |
| 8/9/1990  | Pat Kinch       | Bedfordshire | 75,57 km  |
| 27/7/1996 | Lars Teutenberg | Múnic        | 78,04 km  |
| 29/7/1998 | Sam Whittingham | Blainville   | 79,136 km |
| 7/8/1999  | Lars Teutenberg | Dudenhofen   | 81,158 km |
| 27/7/2002 | Lars Teutenberg | Dudenhofen   | 82,60 km  |
| 31/7/2004 | Sam Whittingham | Blainville   | 84,215 km |
| 2/7/2006  | Fred Markham    | Casa Grande  | 85,991 km |
| 8/4/2007  | Sam Whittingham | Casa Grande  | 86,752 km |
| 12/7/2008 | Damjan Zabovnik | Lausitz      | 87.123 km |
| 19/7/2009 | Sam Whittingham | Romeo        | 90,597 km |
| 2/8/2011  | Francesco Russo | Schipkau     | 91,595 km |

## Rècords femenins

### Rècord de l'hora oficial segons l'UCI
| Data       | Ciclista                    | Lloc             | Distància |
| 7/7/1955   | Tamara Novikova             | Irkutsk          | 38,473 km |
| 18/10/1957 | Renée Vissac                | Milà             | 38,569 km |
| 25/9/1958  | Mildred Robinson            | Milà             | 39,718 km |
| 9/11/1958  | Elsy Jacobs                 | Milà             | 41,347 km |
| 25/11/1972 | Maria Cressari              | Ciutat de Mèxic  | 41,471 km |
| 16/9/1978  | Cornelia van Oosten         | Múnic            | 43,082 km |
| 18/10/2000 | Anna Wilson                 | Melbourne        | 43,500 km |
| 5/11/2000  | Jeannie Longo               | Ciutat de Mèxic  | 44,767 km |
| 7/12/2000  | Jeannie Longo               | Ciutat de Mèxic  | 45,094 km |
| 1/10/2003  | Leontien Van Moorsel        | Ciutat de Mèxic  | 46,065 km |
| 12/09/2015 | Molly Shaffer Van Houweling | Aguascalientes   | 46,274 km |
| 22/01/2016 | Bridie O'Donnell            | Adelaida         | 46,882 km |
| 27/02/2016 | Evelyn Stevens              | Colorado Springs | 47,980 km |
| 13/09/2018 | Vittoria Bussi              | Aguascalientes   | 48,007 km |
| 30/09/2021 | Joscelin Lowden             | Grenchen         | 48,405 km |
| 23/05/2022 | Ellen van Dijk              | Grenchen         | 49,254 km |
| 14/10/2023 | Vittoria Bussi              | Aguascalientes   | 50,267 km |
| 10/05/2025 | Vittoria Bussi              | Aguascalientes   | 50,455 km |

### Millor esforç humà segons l'UCI
| Data       | Ciclista         | Lloc             | Distància |
| 20/9/1986  | Jeannie Longo    | Colorado Springs | 44,770 km |
| 23/9/1987  | Jeannie Longo    | Colorado Springs | 44,933 km |
| 1/10/1989  | Jeannie Longo    | Ciutat de Mèxic  | 46,352 km |
| 29/4/1995  | Catherine Marsal | Bordeus          | 47,112 km |
| 17/6/1995  | Yvonne McGregor  | Manchester       | 47,411 km |
| 26/10/1996 | Jeannie Longo    | Ciutat de Mèxic  | 48,159 km |

### Rècord de l'hora oficial segons la IHPVA
| Data       | Ciclista            | Lloc       | Distància |
| 20/8/2002  | Ellen van der Horst | Dudenhofen | 68,33 km  |
| 1/8/2004   | Ellen van Vugt      | Dudenhofen | 68,973 km |
| 1/8/2004   | Rosmarie Bühler     | Dudenhofen | 73,411 km |
| 19/07/2009 | Barbara Buatois     | Romeo      | 84,02 km  |